# Hedysarum jinchuanense
Hedysarum jinchuanense är en ärtväxtart som beskrevs av L.Z.Shue. Hedysarum jinchuanense ingår i släktet buskväpplingar, och familjen ärtväxter. Inga underarter finns listade i Catalogue of Life.